# بينوا بوولنجر
بينوا بوولنجر هو لاعب كرة القدم الكندية كندي، ولد في 12 سبتمبر 1985 في شيربروك في كندا.